# 1900 na literatura

## Livros
- Love and Mr. Lewisham de H. G. Wells.
- A interpretação dos sonhos de Sigmund Freud.
- Dom Casmurro de Machado de Assis.
- Arábia: O berço do Islã de Samuel Marinus Zwemer[1]

## Nascimentos
| Data            | Nome                     | Profissão                       | Nacionalidade  | Observações | Ref |
| --------------- | ------------------------ | ------------------------------- | -------------- | ----------- | --- |
| 28 de Janeiro   | Hermann Kesten           | escritor                        | Alemanha       | m. 1996     |     |
| 4 de fevereiro  | Jacques Prévert          | poeta, músico e roteirista      | França         | m. 1977     |     |
| 19 de fevereiro | Arménio Gomes dos Santos | pedagogo, jornalista e escritor | Portugal       | m. 1971     |     |
| 21 de fevereiro | Artur Maciel             | jornalista e escritor           | Portugal       | m. 1977     |     |
| 12 de abril     | Belo Redondo             | escritor e jornalista           | Portugal       | m. 1957     |     |
| 9 de junho      | José Gomes Ferreira      | escritor e poeta                | Portugal       | m. 1985     |     |
| 29 de junho     | Antoine de Saint-Exupéry | escritor                        | França         | m. 1944     |     |
| 30 de setembro  | Norberto Lopes           | jornalista e escritor           | Portugal       | m. 1989     |     |
| 8 de Novembro   | Margaret Mitchell        | escritora                       | Estados Unidos | m. 1949     |     |
| 8 de dezembro   | Fernanda de Castro       | escritora                       | Portugal       | m. 1994     |     |
| 29 de Dezembro  | Osvaldo Orico            | escritor                        | Brasil         | m. 1981     |     |

## Mortes

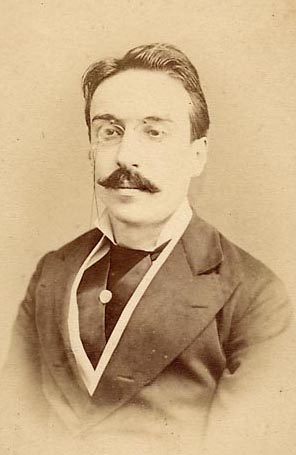
Eça de Queiroz.

| Data           | Nome                                       | Profissão                             | Nacionalidade | Observações | Ref   |
| -------------- | ------------------------------------------ | ------------------------------------- | ------------- | ----------- | ----- |
| 15 de março    | Caetano de Andrade Albuquerque Bettencourt | jornalista, escritor e Par do reino   | Portugal      | n. 1844     | [ 2 ] |
| 18 de Março    | António Pereira Nobre                      | poeta                                 | Portugal      | n. 1867     |       |
| 11 de Abril    | Bezerra de Menezes                         | médico, escritor, político e espírita | Brasil        | n. 1831     |       |
| 16 de Agosto   | Eça de Queiroz                             | escritor                              | Portugal      | n. 1845     |       |
| 30 de novembro | Oscar Wilde                                | escritor                              | Irlanda       | n. 1854     |       |
| ??             | Aníbal Falcão                              | escritor e político                   | Brasil        | n. 1859     | [ 3 ] |